# San José Cacaloapan
San José Cacaloapan es una localidad de México perteneciente al municipio de Huasca de Ocampo en el estado de Hidalgo.

## Toponimia
Del náhuatl Cacalo-apan, cacalli o cacalotl, cuervo, apan, río: “Río de cuervos”.

## Geografía
La localidad se encuentra en la región geográfica de la Comarca Minera; le corresponden las coordenadas geográficas 20° 11’ 58.599” de latitud norte y 98° 29’ 02.541” de longitud oeste, con una altitud de 2126 m s. n. m. Cuenta con un clima semiseco templado.
En cuanto a fisiografía se encuentra dentro de las provincia del Eje Neovolcánico, dentro de la subprovincia de Llanuras y Sierras de Querétaro e Hidalgo; su terreno es de llanura y lomerío. En lo que respecta a la hidrografía se encuentra posicionado en la región del río Panuco, dentro de la cuenca del río Moctezuma, en la frontera de las subcuencas del río Metztitlán.

## Demografía
En 2020 registró una población de 567 personas, lo que corresponde al 3.22 % de la población municipal. De los cuales 273 son hombres y 294 son mujeres. Tiene 138 viviendas particulares habitadas.
| Gráfica de evolución demográfica de San José Cacaloapan entre 1940 y 2020                    |
|                                                                                              |
| Población de los censos y conteos del Instituto Nacional de Estadística y Geografía (INEGI). |

## Economía
La localidad tiene un grado de marginación alto y un grado de rezago social bajo.